# Station Trooperslane
Station Trooperslane  is een spoorwegstation in Trooperslane in het Noord-Ierse graafschap Antrim. Het station ligt aan de lijn naar Larne. Op werkdagen rijdt er ieder half uur een trein in beide richtingen.